# 5261 Eureka
Az 5261 Eureka (ideiglenes jelöléssel 1990 MB) egy kisbolygó a Mars trójai csoportjában. David H. Levy és Henry E. Holt fedezte fel 1990. június 20-án.

## Kapcsolódó szócikk
- Kisbolygók listája (5001–5500)